# Филипповы
Фили́пповы — московская купеческая семья, основатели знаменитого хлебопекарного производства.

## История рода
Родоначальник — бывший крепостной села Кобелево Калужской губернии Максим Филиппов, в 1803 (1806) приехал в Москву. Вначале подрабатывал пекарем, затем, собрав денег, стал владельцем собственной пекарни на углу Бульварного кольца и ул. Мясницкой. Максим Филиппов вместе со своей семьей выпекал и продавал калачи и пироги с разной начинкой в торговых рядах города.
После смерти отца его дело продолжил сын — Иван Максимович (1824—1878). По архивным данным на 1868 год крестьянин Тарусского уезда Белянинской волости деревни Кобелево с женой Татьяной Ивановной и детьми причисляется к Московской 2-й гильдии купечества. К этому времени в семье Филипповых было 3 хлебопекарных заведения: калачное, булочное и бараночное — на Тверской, в доме Манухина, на Сретенке, в доме Спаса и на Пятницкой, в собственном доме. Дела шли успешно. Иван Максимович обладал коммерческой хваткой и предприимчивостью. Выдающийся российский историк хлеба Святослав Всеволодович Коновцев документально доказал, что не было знаменитого таракана в булке, сошедшего по легенде за изюм, прославившего Филиппова и принёсшего ему небывалые прибыль и популярность. Легенда эта, на разные лады повторявшаяся в народе на протяжении десятилетий относила таракана то ко времени Ивана Максимовича, то уже к его сыну Дмитрию.
С 1855 года И. М. Филиппов состоял Поставщиком Двора Его Императорского Величества, звание он получил за отличное качество и широкий ассортимент продукции. В 1864 году Филиппов открыл свою первую булочную в Санкт-Петербурге, на Невском, 45. Ещё одна булочная открылась в доме на Невском, 142 — в память об успешном российском предпринимателе-хлебопеке расположенный там мини-отель назван «Филиппов». За заслуги в деле предпринимательства и благотворительности был награждён орденом Св. Анны II степени.
После смерти Ивана Максимовича была создана фирма «Филиппов Иван наследники», которую возглавила вначале его вдова Татьяна Ивановна, а с 1881 года — сын Дмитрий. От двух браков у И. Филиппова было семь сыновей, отцовское дело продолжили трое. По мере взросления свои булочные получили Иван Иванович — на Сретенке, и Николай Иванович. Главной булочной оставался магазин на Тверской. После смерти братьев (в конце 1890-х гг.) все булочные вновь были сосредоточены в руках Дмитрия Ивановича.
По данным Торгово-промышленной адресной книги г. Москвы за 1894 г., Д. И. Филиппов имел булочные-кондитерские на Тверской, в собственном доме; на Сретенке, дом ц. Спаса Преображения; на Мясницкой, дом тульского подворья; на Покровке, дом Баулиной; у Серпуховских ворот, дом Зуйкова; на Пятницкой, дом И. Филиппова. Булочные-пекарни: на Тверской, Покровке, Мясницкой, Сретенке, Долгоруковской, дом Игнатовой, у Серпуховских ворот (булочные-пекарни отличались от булочных-кондитерских тем, что в них не продавали кондитерские товары).
В булочной на Тверской к началу XX века уже работала фабрика, в которую входили: отделения сухарное, бараночное, пирожно-кондитерское, два отделения немецкого хлеба, отделение стародубского, рижского, петербургского столового, чёрного, белого и шведского хлеба, жареных пирогов, калачное и расстегайное отделения.
Тверская ул., дом 10 — торговый дом Д. И. Филиппова (булочная Филиппова, Гостиница гостиница «Люкс», сейчас — «Центральная»), нач. XIX в.; 1837; 1891—1897, арх. М. А. Арсеньев — полная перестройка с изменением фасада; 1900, арх. М. А. Арсеньев — перестройка корпуса по переулку; 1907, арх. Н. А. Эйхенвальд — надстройка; 1911, арх. Н. А. Эйхенвальд — перестройка гостиничного вестибюля в левой части здания.
Интерьеры кофейной Д. И. Филиппова были оформлены в 1905—1907 годах архитектором Н. А. Эйхенвальдом совместно с П. П. Кончаловским, С. Т. Коненковым, В. М. Маятом. В советское время в бывшей булочной Филиппова также работал хлебный магазин.
Во время событий 1905 года, когда вся страна была охвачена забастовками и стачками, произошли волнения и в Москве, забастовали и булочники. Филиппов занял независимую позицию, отказавшись объединиться с остальными владельцами пекарен. Трезво оценив обстановку, он пошёл на уступки: предложил пекарям праздничный отдых и две смены, а также повышение заработной платы. Рабочие вернулись на свои места.
Вскоре фирму ждало новое потрясение — Д. Филиппов оказался должен своим кредиторам около 3 млн руб. Чтобы спасти дело, фирма объявила себя банкротом. По решению Московского коммерческого суда управление делами фирмы с 1905 по 1915 производилось администрацией, состоявшей из служащих фирмы и представителей кредиторов. В 1913 всего на предприятиях фирмы Филипповых работало 2951 человек: в Москве — 1558, в Петербурге — 943, в Царском Селе и Гатчине — 189, в Ростове-на-Дону — 150, в Туле — 97, в Саратове — 114 (по адресной книге 1915 г. фирма Филиппова владела уже 21 булочной в Москве).
Д. И. Филиппов занимался общественной деятельностью. Он состоял сотрудником общества поощрения трудолюбия в Москве, почетным членом Московского совета детских приютов, выборным Московского ремесленного общества, попечителем Московской ремесленной богадельни и состоящего при ней Александровского училища, старостой одного из Кремлёвских соборов и старостой при церкви богадельни цесаревича Николая Александровича в Петербурге.
После смерти Дмитрия Ивановича его дело продолжили сыновья Николай, Дмитрий, Борис. По истечении срока судебной опеки Николай и Дмитрий Филипповы организовали полное товарищество «Торговый дом братьев Филипповых». Борис Дмитриевич владел фирмой «Д. И. Филиппов». Семейная фирма просуществовала до национализации после революции в конце 1917 года.
На данный момент известно, что потомки рода Филипповых проживают в Москве, Твери (Россия) и в Республике Казахстан.